# Джоел Кінг
Джоел Кінг (англ. Joel King, нар. 30 жовтня 2000, Фіґтрі) — австралійський футболіст, захисник данського клубу «Оденсе».
Виступав, зокрема, за клуб «Сідней», а також національну збірну Австралії.

## Клубна кар'єра
Народився 30 жовтня 2000 року в місті Фіґтрі. Вихованець футбольної школи клубу «Сідней». Дорослу футбольну кар'єру розпочав 2019 року в основній команді того ж клубу, в якій провів три сезони, взявши участь у 61 матчі чемпіонату.  Більшість часу, проведеного у складі «Сіднея», був основним гравцем захисту команди.
До складу клубу «Оденсе» приєднався 2022 року. Станом на 12 лютого 2022 року відіграв за команду з Оденсе 5 матчів в національному чемпіонаті.

## Виступи за збірні
З 2021 року захищає кольори олімпійської збірної Австралії. У складі цієї команди провів 3 матчі. У складі збірної — учасник  футбольного турніру на Олімпійських іграх 2020 року у Токіо.

## Статистика виступів

### Статистика клубних виступів
| Сезон             | Команда           | Чемпіонат         | Чемпіонат | Чемпіонат | Національний кубок | Національний кубок | Національний кубок | Континентальні кубки | Континентальні кубки | Континентальні кубки | Інші змагання | Інші змагання | Інші змагання | Усього | Усього | Усього |
| Сезон             | Команда           | Ліга              | Ігор      | Голів     | Ліга               | Ігор               | Голів              | Ліга                 | Ігор                 | Голів                | Ліга          | Ігор          | Голів         | Ігор   | Голів  |        |
| ----------------- | ----------------- | ----------------- | --------- | --------- | ------------------ | ------------------ | ------------------ | -------------------- | -------------------- | -------------------- | ------------- | ------------- | ------------- | ------ | ------ | ------ |
| 2018–19           | «Сідней»          | ЧА                | 1         | 0         | КА                 | 0                  | 0                  | ACL                  | 2                    | 0                    |               | -             | -             | 3      | 0      |        |
| 2019–20           | «Сідней»          | ЧА                | 26        | 0         | КА                 | 1                  | 0                  | ACL                  | 5                    | 0                    |               | -             | -             | 32     | 0      |        |
| 2020–21           | «Сідней»          | ЧА                | 28        | 0         |                    | 0                  | 0                  |                      | -                    | -                    |               | -             | -             | 28     | 0      |        |
| 2021-січ.2022     | «Сідней»          | ЧА                | 8         | 0         | КА                 | 4                  | 0                  |                      | -                    | -                    |               | -             | -             | 12     | 0      |        |
| Усього за Sydney  | Усього за Sydney  | Усього за Sydney  | 63        | 0         |                    | 5                  | 0                  |                      | 7                    | 0                    |               | -             | -             | 75     | 0      |        |
| січ.-черв.2022    | «Оденсе»          | СЛ                | 5         | 0         | КД                 | 0                  | 0                  |                      | -                    | -                    |               | -             | -             | 5      | 0      |        |
| Усього за кар'єру | Усього за кар'єру | Усього за кар'єру | 68        | 0         |                    | 5                  | 0                  |                      | 7                    | 0                    |               | -             | -             | 80     | 0      |        |